# Šilutė
Šilutė (Duits: Heydekrug, Pools: Szyłokarczma) is een stad in het westen van Litouwen tussen Klaipėda en de grens met de Russische Oblast Kaliningrad. Šilutė heeft een inwonersaantal van 14.968 (2020).

## Geschiedenis
De historie van Šilutė gaat terug tot 1511 toen op die plaats een dorpskroeg op de heide (krug auf der Heide = Heydekrug) was en waaraan het haar Duitse naam aan ontleende. De kroeghouder hiervan Georg Tallat verkreeg in 1511 van Michel von Schwaben als commandeur van de Duitse Orde te Memel, de kroeg tezamen met land en de belangrijke visrechten. Hij vestigde daar ook een vismarkt bij. Tot het einde van de Tweede Wereldoorlog heeft daar het hotel Germania gestaan aan de Markt; tegenwoordig hoek Klaipédos en Lietuvininku gatve. Heydekrug ontwikkelde zich daardoor tot de belangrijkste marktplaats tussen Memel en Tilsit. Het grote marktplein daarvoor is tegenwoordig nog grotendeels zichtbaar. Daar werd door de Duitsers handel gedreven als omslagplaats van handelswaren en nieuwe producten. Mede daardoor kwam de lokale Baltische bevolking in aanraking met de Duitse taal en cultuur. Vlak bij de kroeg werd een kerk gebouwd door de Duitse Orde in 1550. De plaats hoorde lange tijd tot Pruisen.
In 1709 heerste een zelden vertoonde strenge winter. Zelfs in de maand mei kon men over de dichtgevroren Oostzee schaatsen. De grond was tot 1 meter diep bevroren. Het winterzaad was daardoor kapotgevroren. De gevolgen waren een grote armoede en hongersnood. De mensen aten daarom brood met zaagmeel, brandnetelsoep en boomschors, dat weer zware maag- en darmklachten gaf. Bovendien brak de pest weer uit, afkomstig uit Litouwen. In Heydekrug overleefde nagenoeg niemand van de circa 100 inwoners. De Pruisische koningen Friedrich I. en Friedrich Wilhelm I. zorgden voor de herbevolking met emigranten uit Salzburg. In de 18e eeuw werd Heydekrug zetel van de Pruisische koninklijke Domeinendienst, die tot de regio Memel behoorde en rond 1782 92 dorpen met 854 haardplaatsen omvatte.
Sinds 1818 was Heydekrug zetel van de nieuw ingestelde regio Heydekrug geworden, waarin overigens geen officiële stad lag. De regio aan de Russische grens werd de zetel van een rechtbank, een kantoor van de regiobestuurder en een Douane regiokantoor, maar telde in 1818 slechts 114 inwoners (met de voorstad erbij 231). Dat aantal steeg langzaam naar in totaal 348 in 1871.  
In 1911 werden de buurgemeenten Barsduhnen, Cyntionischken en Szibben alsmede op 1 mei 1939 de gemeenten Schlaszen en Werden met het adellijk landgoed Heydekrug ingelijfd. In de periode van 1925 tot 1938 werd de gemeente  Kallwellischken tussen de gemeenten Heydekrug, Kirlicken, Pagrienen en Werden opgedeeld. Daarmee kwam het inwonertal rond 1941 op 5.400 inwoners.
Door het verdrag van Versailler in 1920 werd het Memelland met Heydekrug van Duitsland afgesplitst en onder Frans beheer gesteld. In 1923 kwam het aan Litouwen en op 22 maart 1939 werd het weer door Duitsland ingenomen. Heydekrug werd in 1941 door hen tot stad verheven. In oktober 1944 was de bevolking gevlucht en werd de stad ingenomen door het Rode leger van de Russen. Met het einde van de Tweede Wereldoorlog in 1945 kwam Heydekrug met het omliggende Memelland weer tot het door de Sovjet-Unie ingelijfde Litouwen en wordt dan Šilutė genoemd. Rond de stad ontstonden enige  krijgsgevangenenkampen (onder de naam Stalag) voor geallieerde krijgsgevangen en later onder de naam 184 voor de Duitse krijgsgevangenen van de Tweede Wereldoorlog. Ernstig zieken werden in het krijgsgevangenenziekenhuis 2652 behandeld.

## Geboren in Šilutė
- Alexandra (1942-1969), Duits zangeres
- Remigius Valiulis (1958-2023), Sovjet-Litouws atleet

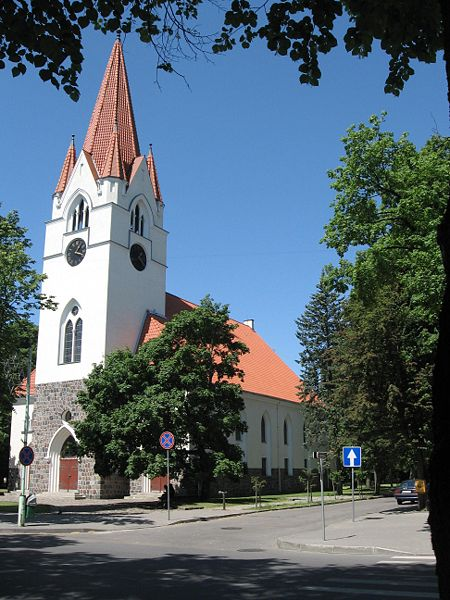
De kerk van Šilutė

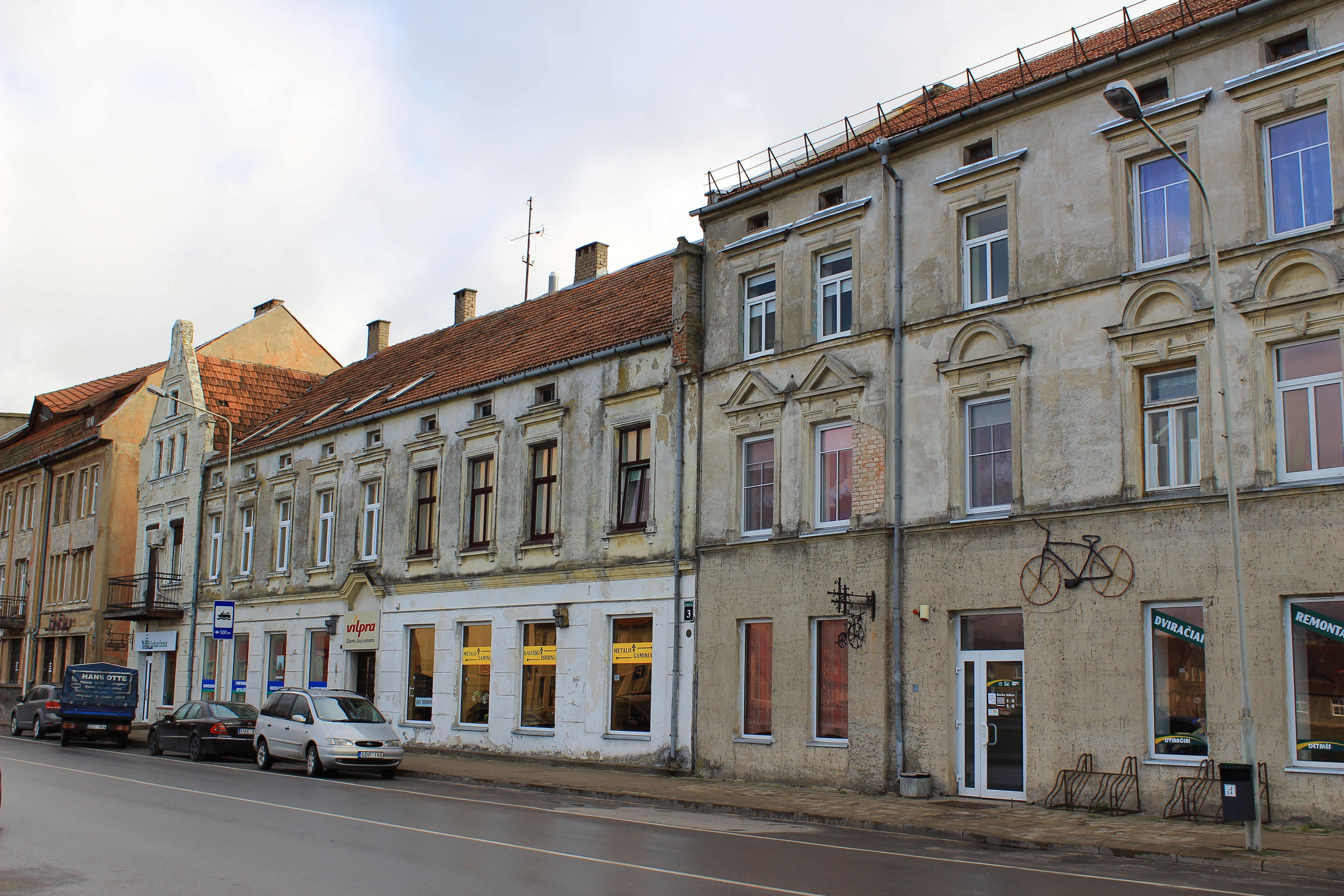
De behouden oude rij huizen aan de Markt, nu Klaipédos straat